# Tashi (köpinghuvudort i Kina, Zhejiang Sheng, lat 29,14, long 119,16)
Tashi (kinesiska: 塔石镇) är en köpinghuvudort i Kina. Den ligger i provinsen Zhejiang, i den östra delen av landet, omkring 160 kilometer sydväst om provinshuvudstaden Hangzhou. Antalet invånare är 32 921. Befolkningen består av 16 088 kvinnor och 16 833 män. Barn under 15 år utgör 15,0 %, vuxna 15-64 år 70 %, och äldre över 65 år 14,0 %.
Runt Tashi är det ganska tätbefolkat, med 144 invånare per kvadratkilometer. Närmaste större samhälle är Gaojia, 19,5 km sydväst om Tashi. Trakten runt Tashi består till största delen av jordbruksmark.
Genomsnittlig årsnederbörd är 2 198 millimeter. Den regnigaste månaden är juni, med i genomsnitt 453 mm nederbörd, och den torraste är oktober, med 69 mm nederbörd.